# Lund (Noruega)
Lund és un municipi situat al comtat de Rogaland, Noruega. Té 3,243 habitants (2016) i la seva superfície és de 408.42 km². El centre administratiu del municipi és el poble de Moi.